# باباي البحار يلتقي بسندباد البحري
باباي البحار يلتقي بسندباد البحري (بالإنجليزية: Popeye the Sailor Meets Sindbad the Sailor)‏ هو فيلم رسوم متحركة قصير من سلسلة «باباي» التي تم إنتاجها بالتصوير الملون وصدرت في 27 نوفمبر 1936 من قبل باراماونت. تم إنتاجه من قبل ماكس فليشر من فليشر ستوديو. وإخراج ديف فليشر، مع عنوان أغنية كتبها سامي تمبيرغ. أصوات باباي وشطيرة قام بأدائها جاك مارسير، مع أصوات إضافية من ماي كويستل بدور زيتونة وجس فيكي بدور السندباد البحري.

## الحبكة
في هذا الفيلم القصير، يعلن سندباد البحري (الذي يلعب دوره "بلوتو") نفسه، في الأغنية، بأنه أعظم بحار ومغامر وحبيب في العالم و «الزميل الأستثنائي، غير عادي»، وهو ادعاء يتحدى عن غير قصد. باباي الذي يغني أغنيته المعتادة ببراءة بينما يبحر بداخل جزيرة سندباد مع زيتونة وشطيرة على متن السفينة. يأمر سندباد الرخ الضخم، بخطف حبيبة باباي، زيتونة، ويدمر السفينة، مما يجبر باباي وشطيرة على السباحة نحو الشاطئ. حلم سندباد بأن يجعل زيتونة زوجته، يقطعه وصول باباي. سندباد يتحدى بعد ذلك باباي بسلسلة من العوائق لبثبت عظمته، بما في ذلك محاربة الرخ، والعملاق ذو الرأسين الذي يدعى بولا (وهو إشارة ساخرة ظاهرية إلى المهرجون الثلاثة)، وسندباد نفسه. يقوم باباي بهزيمة الطائر والعملاق، لكن السندباد كاد أن يهزمه حتى يحصل باباي على علبة السبانخ، مما يعطيه القدرة على هزيمة السندباد بشكل سليم ويعلن نفسه «الأكثر روعة والفريد من نوعه».

## الإصدار والأستقبال
كان هذا الفيلم القصير الأول من بين ثلاثة أفلام ملونة خاصة لباباي ، والتي مدة كل منها ستة عشر دقيقة، ووصفت بأنها «ميزة باباي .» تم ترشيح الفيلم لجائزة الأوسكار لعام 1936 لأفضل فيلم رسوم متحركة قصير، لكنه خسر أمام فيلم والت ديزني، سيلي سيمفوني. وفي وقت لاحق استخدمت لقطات من هذه القصة القصيرة في عام 1952 في استوديوهات فايموس لرسوم باباي «بيغ باد سندباد»، حيث يروي باباي قصة مواجهته مع سندباد لأبناء أخوته الثلاثة.
أفلام باباي الملونة الخاصة, باباي البحار يلتقي لصوص علي بابا الأربعين، وعلاء الدين ومصباحه الرائع (وكلاهما تم تكييفها أيضا من قصة ظهرت في ألف ليلة وليلة) من الملكية العامة، وتتوفر على نطاق واسع في الفيديو المنزلي ودي في دي. يتوفر إصدار تم تجديده بالكامل مع عناوين فتح وإغلاق شعار باراماونت ماونتن الأصلي على باباي البحار: 1933-1938، الحجم 1 دي في دي مجموعة من وارنر بروس.
قال راي هاريهاوسن، المنتج وفنان المؤثرات الخاصة، في كتابه «قصاصات فيلم خيالي» عن باباي: «يلتقي السندباد البحري»، لقد كان تأثيره كبير على إنتاج «الرحلة السابعة من السندباد».
باباي البحار يلتقي بسندباد البحري «ذات أهمية ثقافية» من قبل مكتبة الكونغرس في الولايات المتحدة وتم اختيارها للحفظ في السجل الوطني للأفلام. في عام 1994، تم التصويت على الفيلم في المرتبة 17 ضمن أعظم 50 رسوم متحركة في كل العصور من قبل أعضاء مجال الرسوم المتحركة، مما يجعله أعلى مرتبة من ستوديوهات فليشير للرسوم المتحركة في الكتاب.

## وصلات خارجية
- باباي البحار يلتقي بسندباد البحري على موقع IMDb (الإنجليزية)
- باباي البحار يلتقي بسندباد البحري على موقع ألو سيني (الفرنسية)
- باباي البحار يلتقي بسندباد البحري على موقع فيلمافينيتي (الإسبانية)
- باباي البحار يلتقي بسندباد البحري على موقع قاعدة بيانات الفيلم (الإنجليزية)
- باباي البحار يلتقي بسندباد البحري على موقع ليتربوكسد (الإنجليزية)
- باباي البحار يلتقي بسندباد البحري على موقع كينوبويسك (الروسية)
- الفيلم القصير باباي البحار يلتقي بسندباد البحري متوفر للتحميل من موقع أرشيف الإنترنت [المزيد]
- Popeye the Sailor Meets Sindbad the Sailor على يوتيوب
- Popeye the Sailor Meets Sindbad the Sailor at the Big Cartoon Database